# 2012年ロンドンオリンピックのサモア選手団
2012年ロンドンオリンピックのサモア選手団（2012ねんロンドンオリンピックのサモアせんしゅだん）は、2012年7月27日から8月12日までイギリスのロンドンで開催されたロンドンオリンピックサモア選手団の名簿。

## 選手団
- 人員: 選手 8人
- 開会式旗手: エレ・オペロゲ

## 種目別選手・スタッフ名簿及び成績

### アーチェリー
- Maureen Tuimalealiifano（女子個人）第1回戦敗退

### 陸上競技
- Emanuele Fuamatu（男子砲丸投げ）17.78m 予選敗退

### カヌー
- Rudolph Berking-Williams
  - （男子スプリント・カナディアンシングル200m）準決勝敗退
  - （男子スプリント・カナディアンシングル1000m）予選敗退

### 柔道
- Aleni Smith（男子73kg級）第2回戦敗退

### テコンドー
- カイノ・トムセンファタガ（男子80kg以上級）敗者復活戦敗退
- タリティガ・クローリー（女子67kg以上級）敗者復活戦敗退

### ウエイトリフティング
- Toafitu Perive（男子77kg級）11位
- エレ・オペロゲ（女子75kg超級）6位